# هكتور تاكاياما
هكتور تاكاياما (بالإسبانية: Hector Takayama)‏ (5 أبريل 1972 بليما في بيرو - ) هو لاعب كرة قدم بيروفي في مركز الوسط. لعب مع نادي جاز وديبورتيفو مانيسيبال ‏ واتحاد هوارال وكارلوس مانوتشي ‏ وDeportivo AELU ‏ وسبورت بويز وتوسو فيوتشرز ‏.